# Bomal (Durbuy)
Pour les articles homonymes, voir Bomal.
Bomal (en wallon Boumål) est une section de la ville belge de Durbuy située en Région wallonne dans la province de Luxembourg.
C'était une commune à part entière avant la fusion des communes de 1977.
La section est composée de Boclinville, Bomal, Juzaine, Herbet, Petite-Bomal et Saint-Rahy.

## Étymologie
Différentes étymologies sont proposées : Boumela (1104), Bomella (1109), Bumalia (1252), Boumalle (1253), puis, plus près de chez nous, Boumale. Après, nous ferons confiance à Carnoy qui suppose : baut-mala : 'mallum aux guerriez', tribunal des guerriers. Bologne, lui, donnerait ses faveurs à 'Bodumala' : la colline aux corneilles.
- Boclinville : écrit aussi Boclindi villa, Burglindi Villa.
- Juzaine : Lavaux de Jusenne (1377-1567) ou Lysaen (1497-1558)
- Ly (vieux français) : deleis : juxta : jus : jusse : contre, donc 'contre l'Aisne' près de ... ou Jusarana : terre d'en bas - Juseran : d'en bas.
- Herbet : viendrait de herbeux, prairies.
- Saint-Rahi : Mons sancti Rainheri (1133)), ecclesia sancti Dionisii de Raheri Monte (1275), Mons sancti Dionisii (1497-1650), Rahyermont (1280), Rahirmont (1558).

## Géographie
Bomal est située au confluent de l'Ourthe et de l'Aisne dans la région géologique calcaire de la Calestienne.
La gare de Bomal se trouve sur la « ligne de l'Ourthe » des chemins de fer : c'est avec Barvaux, l'une des deux gares reliant la commune de Durbuy à la ligne Liège-Marloie.

## Évolution démographique
- Source: DGS, 1831 à 1970=recensements population, 1976= habitants au 31 décembre

## Histoire
Les trouvailles de la grotte du Coléoptère à Juzaine témoignent d'une occupation humaine aux environs de Bomal depuis le Paléolithique. On a également mis au jour des sépultures romaines tardives et mérovingiennes à Bomal et Juzaine.
En 1109, Raimbaud comte de Mussy (les ruines du château de Mussy sont au bord de la Chiers, près de Longuyon), fait don de l'alleu de Bomal à l'abbaye de Saint-Hubert. L'abbaye en vend une partie et concède le reste en vouerie. Les abbés de Saint-Hubert gardent au cours des siècles une Cour Saint-Hubert (un tribunal) à Bomal-la-Grande et partagent pendant très longtemps la collation (le droit de nomination des curés) de l'église avec les seigneurs locaux.
Au XVIe siècle, Bomal contribue à l'importante activité métallurgique qui se développe dans la région de Durbuy : des fourneaux et forges sont actifs à la Bretée, à la Mockerie, à Bomal et à Juzaine.
Au milieu du XVIIe siècle, l'habitat de Saint-Rahier est abandonné, probablement au profit de Juzaine. La chapelle de Juzaine est alors édifiée. La communauté de Juzaine connaît de graves difficultés fiscales vers 1710.
Commune créée en 1823 par la réunion des communes de Bomal-la-Grande (département de l'Ourthe), Juzaine et Ozo. Cette dernière étant transférée à Izier en 1826 (en compensation de la perte de Jéhonheid, transféré à Ferrières). Commune transférée à la province de Luxembourg après 1839.

## Patrimoine et culture

### Patrimoine architectural
L'église de l'Immaculée-Conception située en contrebas du château a été bâtie en 1766 sur un plan de l'architecte Charles-Antoine Simon, de Hotton, par l'entrepreneur Nicolas Thirion, de Wéris pour  Nicolas Spirlet, dernier abbé de Saint-Hubert. L’édifice est conçu sur un plan très simple : un volume en longueur éclairé par quatre travées de grandes fenêtres en hauteur.
Le château de Bomal a été reconstruit entre 1774 et 1776 en style classique par Jean-Baptiste de Hayme, bourgmestre de Liège en 1778 et 1786. Le château et son parc font l’objet d’une importante restauration à partir de 2009. À l'époque une pompe à eau alimentait le château.
La ferme Houard est une imposante ferme en carré bâtie en pierre calcaire dont le portail d'entrée de la cour est millésimé de 1764. Une tour ronde est érigée à l'angle nord. Le bâtiment situé au no 1, Hodister, à proximité du pont sur l'Ourthe a été remanié pendant les siècles suivants. La ferme est reprise sur la liste du patrimoine immobilier classé de Durbuy.
Le centre du village possède quelques anciennes maisons à colombages : aux nos 23 et 25 de la rue du Marché et aux nos 5 et 7 du Vinâve.
L'ancien moulin à eau alimenté par un bief de l'Aisne est situé aux nos 9/11/13 du Vinâve. La façade arrière a conservé une roue à aubes métallique datant vraisemblablement du XIXe siècle. On peut observer cette roue à aubes depuis la rue du Marché.
La chapelle Saint-Rahi est un petit édifice daté de 1915 situé dans les bois sur les hauteurs de Petit-Bomal. Elle se trouve sur le site d'une ancienne église paroissiale du XIIe siècle et d'un hameau disparu.
La chapelle Saint-Denis à Juzaine, millésimée de 1684 (linteau droit de la porte) est un petit édifice de 8,10 m sur 5,10 m construit à l’initiative du curé de Juzaine pour les villageois de Juzaine. La chapelle a été entièrement bâtie grâce aux contributions et à l’aide en nature des habitants à qui elle était destinée.

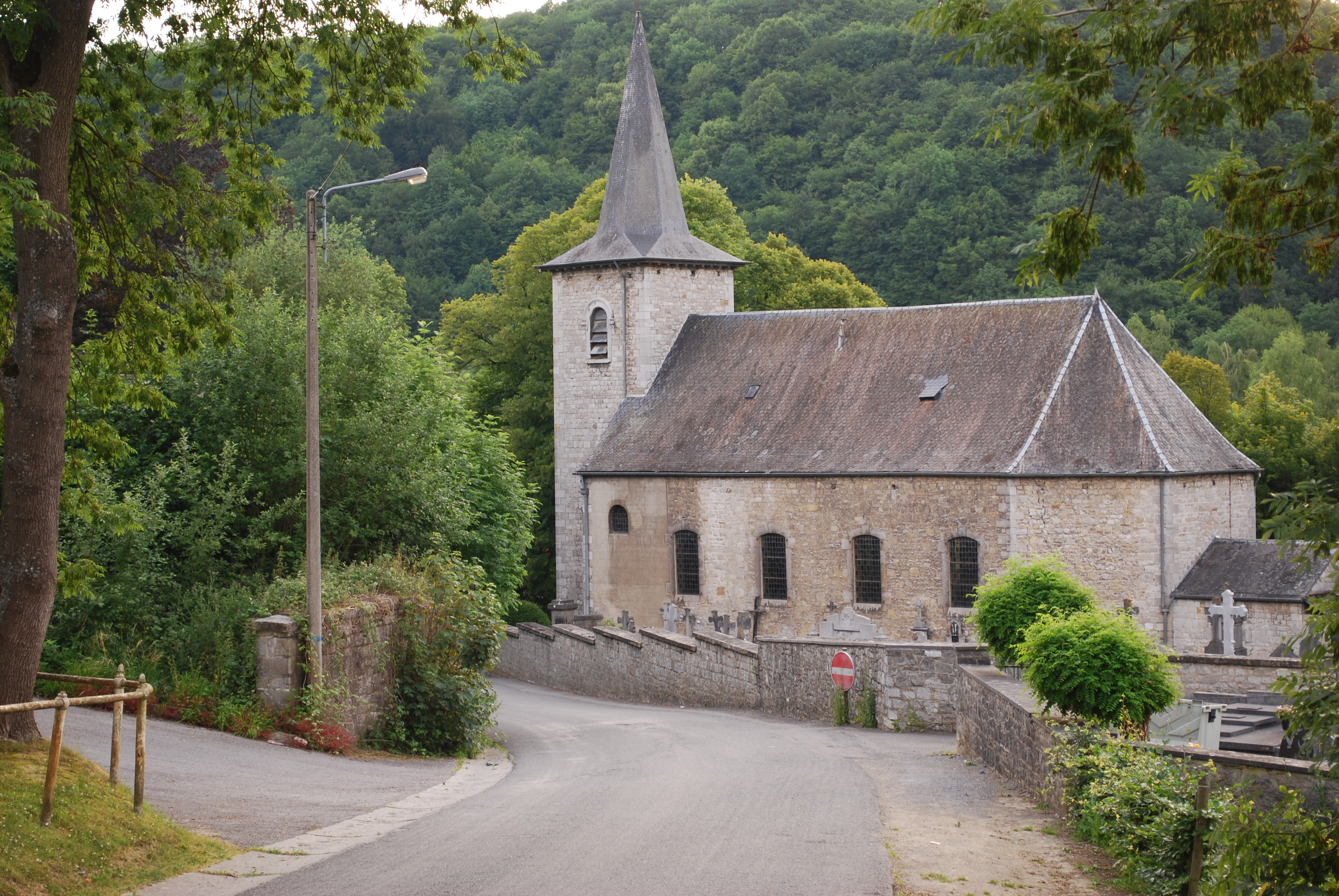
L'église de l'Immaculée-Conception.
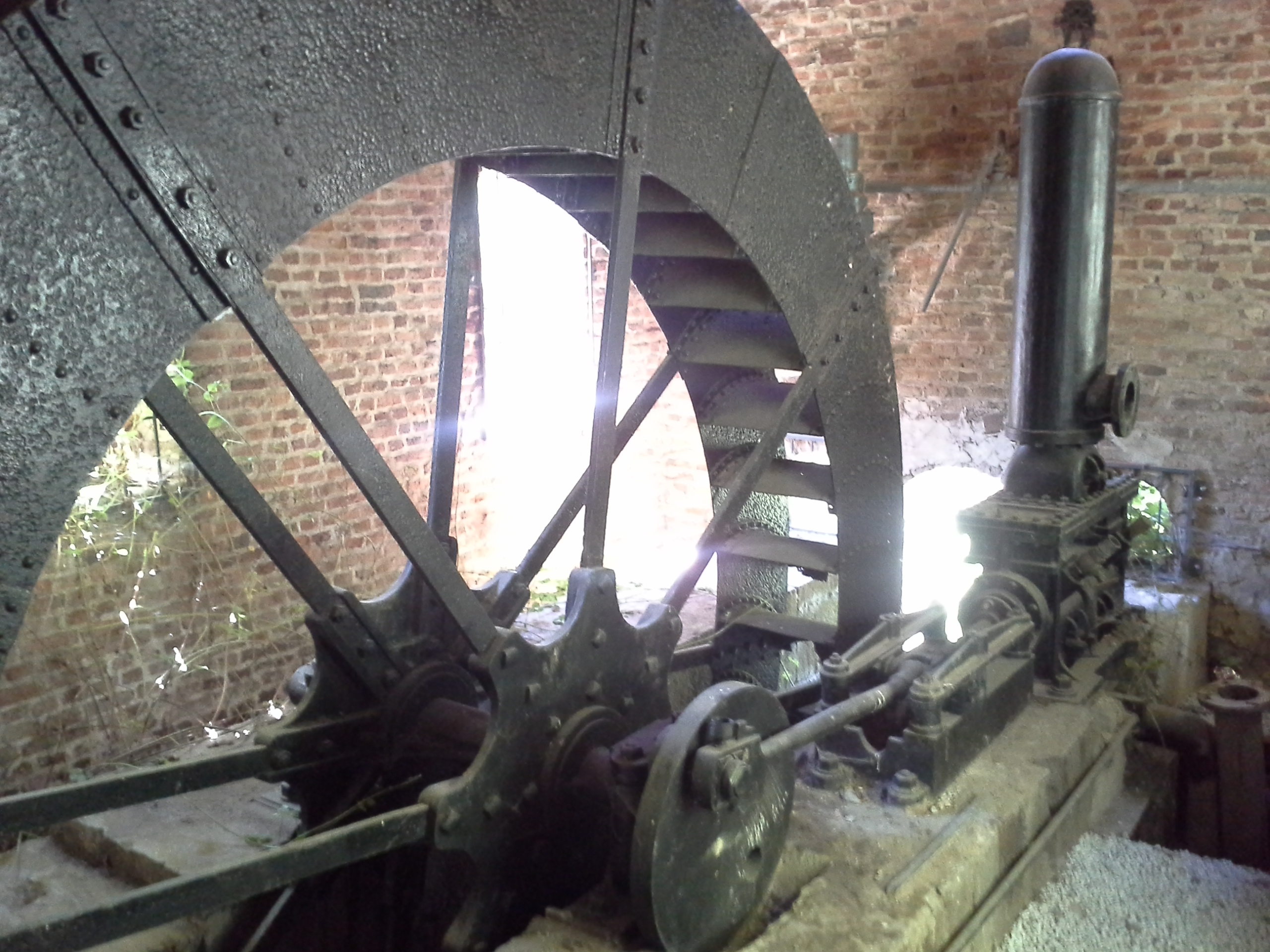
Vieille pompe à eau alimenté par l'Aisne.
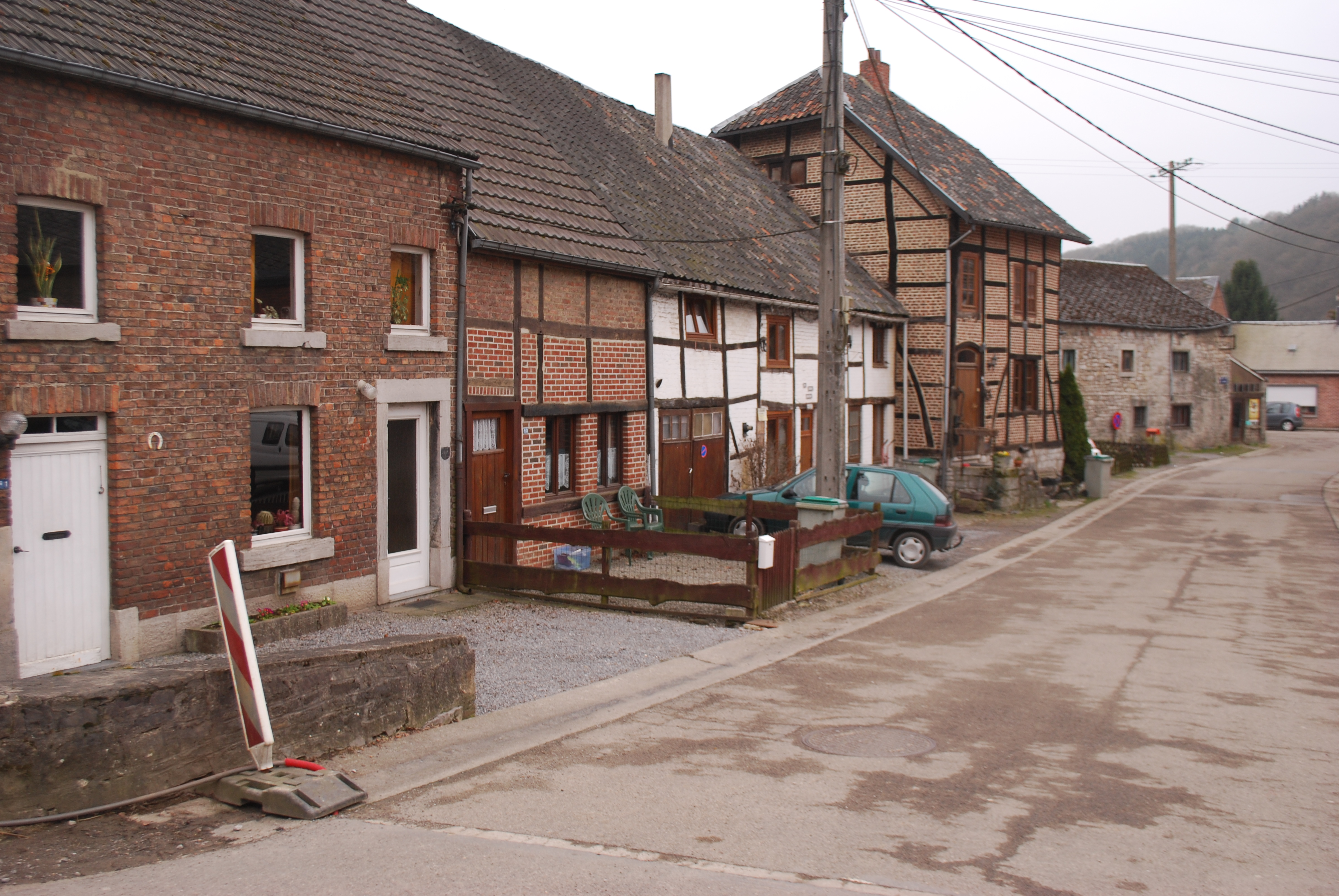
Le Vinâve.

### Culture
Flammes est une marche théâtrale aux flambeaux qui se déroule dans le parc communal situé au pied du château de Bomal pendant trois nuits au mois d'août.

## Économie et commerce
Très fréquentée par les touristes durant la période estivale, Bomal est surtout connue pour ses beaux escarpements rocheux qui permettent la pratique de l'escalade.

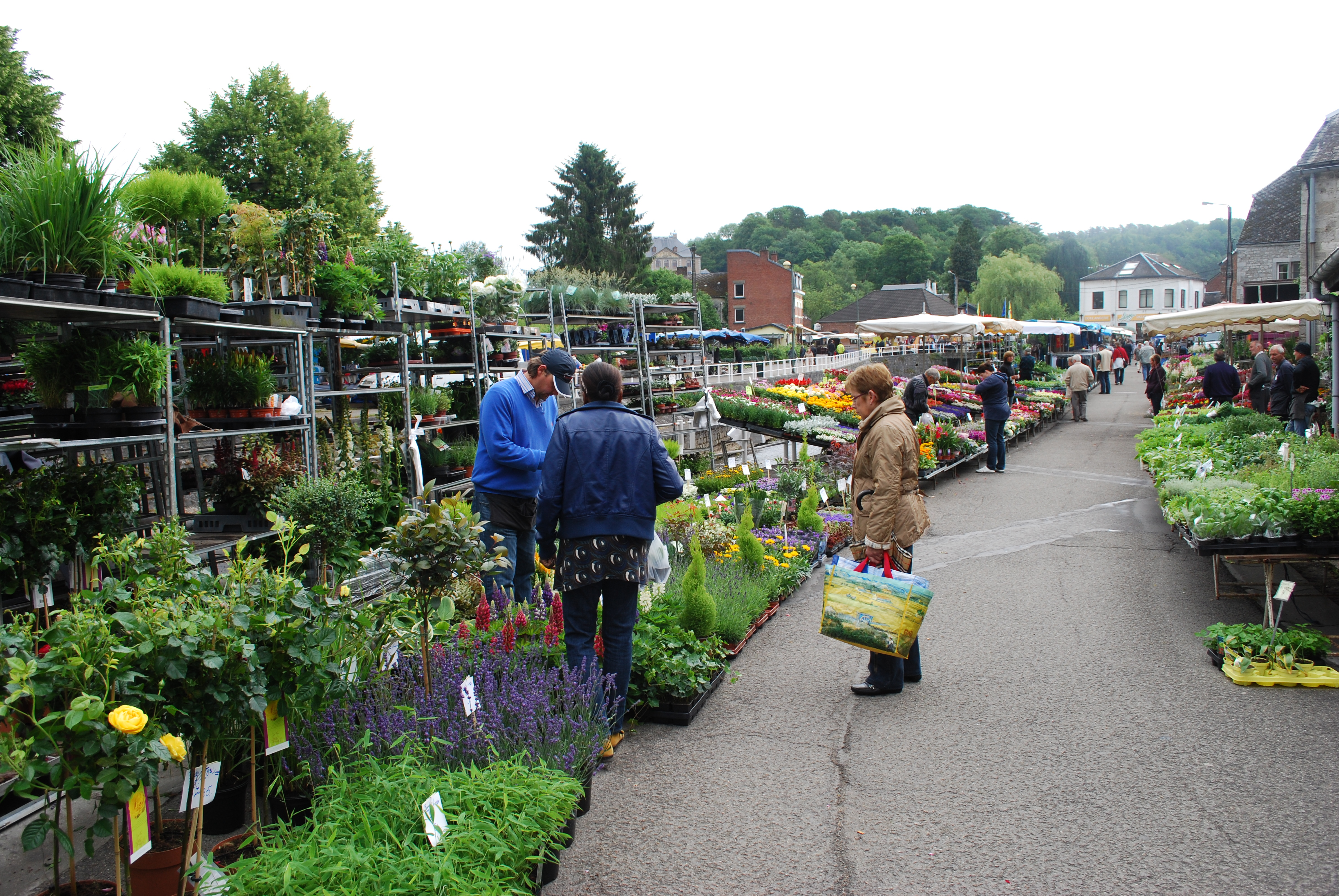
La Petite Batte, marché du dimanche.

Depuis 1978, les abords du confluent de l'Aisne sont le cadre d'un marché dominical renommé dans la région : la Petite Batte (allusion à la Batte, le grand marché dominical sur les quais de la Meuse à Liège) attire tous les dimanches matin un public nombreux.
Le 11 novembre, se tient la foire Saint Martin dont la 136e édition bomaloise a lieu en 2016. Cette foire est cependant beaucoup plus ancienne (origine au moins au XVIIe siècle) et se déroulait autrefois à Durbuy puis à Barvaux-sur-Ourthe. Elle comprend en moyenne quelque 600 ambulants, brocanteurs, artisans, forains et attractions de toutes sortes et attire en moyenne chaque année plus de 50 000 visiteurs.

### Jumelage
Fleurie (France)

## Personnalité
- Jean-Baptiste de Hayme de Bomal, bourgmestre de Liège en 1778 et 1786.
- Lucien Tilman, pharmacien à Bomal, fut le créateur en 1956 des Tisanes ardennaises.